# Crews Hill
Crews Hill är en by i London Borough of Enfield, Storlondon i England. Byn är belägen 18,4 km 
från London. Orten har 571 invånare (2015).